# Groundation

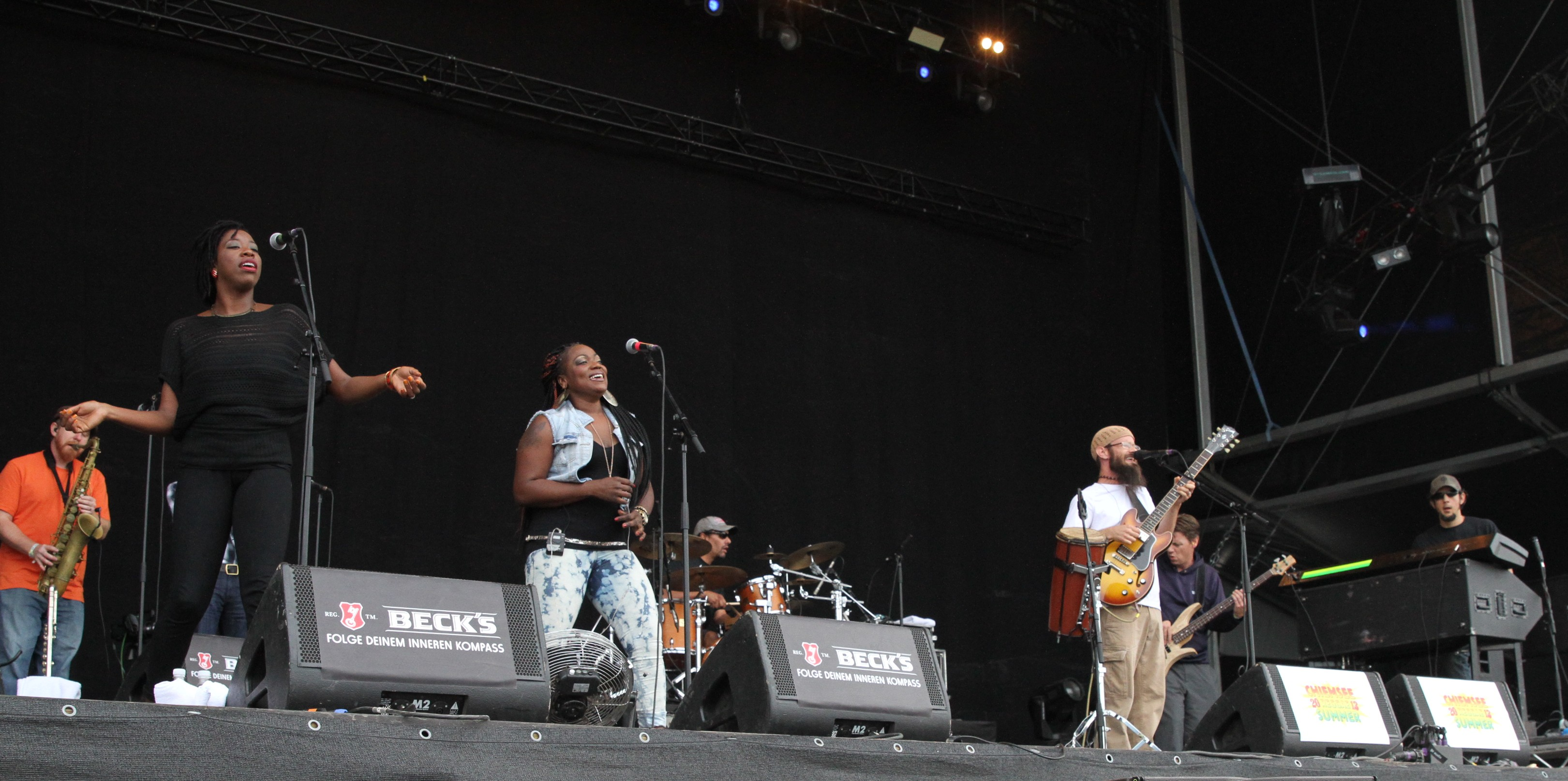
Groundation (2013)

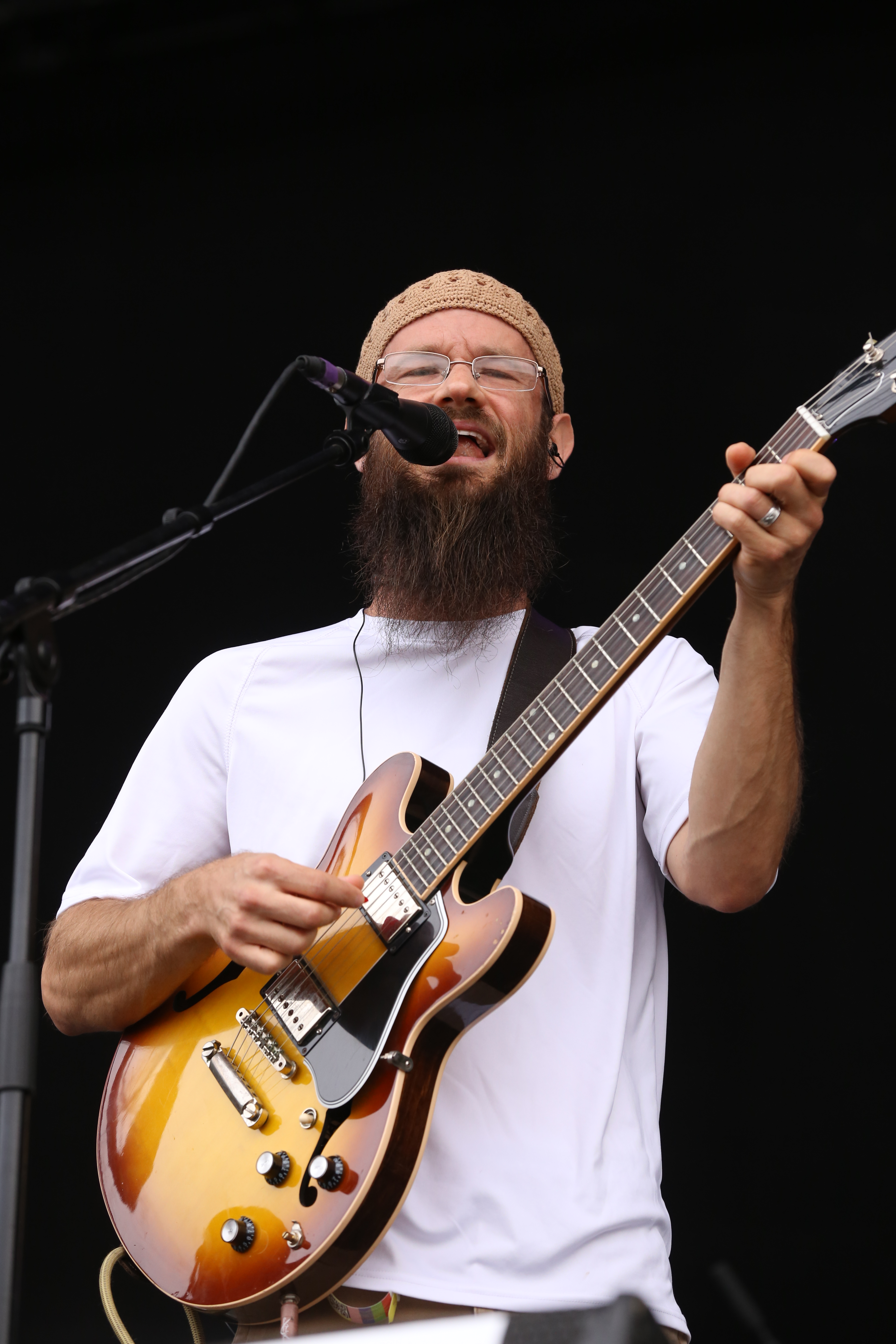
Harrison Stafford (2013)

Groundation es una banda de roots reggae de Sonoma de la Alta California, EE. UU. Fue formada en 1998 por Harrison Stafford, Marcus Urani, y Ryan Newman. Tras la unión de Stafford con Kris Dilbeck en 1999 fundan la discográfica Young Tree Records, en la cual graban su primer disco, Young Tree.
Su nombre viene de la idea de estar todos a un mismo nivel (de ground suelo en inglés) y desde ahí poder aprender como iguales sin que haya jerarquías o clases sociales. Cabe destacar que esta banda utiliza en la gran mayoría de sus temas el estilo de percusión nyabinghi, el cual se utilizaba en las asambleas religiosas rastafaris grounations (de Ground suelo y nations naciones, en inglés) que tenían la idea de estar todos en igualdad. Sobre su estilo también se puede decir que esta banda contiene influencia del jazz en la ejecución de sus instrumentos de viento

## Integrantes
En el 2000 se suman David Chachere, trompetista de San Francisco con experiencia en jazz; Kelsey Howard, trombonista de North Bay y el percusionista Paul Spina en 2001. El Saxofonista Jason Robinson estuvo durante un tiempo en la banda pero la dejó para ser la cabeza del programa de jazz UC San Diego.

### Integrantes actuales
- Harrison Stafford – Voz, guitarra
- Ryan Newman – Bajo
- Marcus Urani – Órgano Hammond y teclado
- David "Diesel" Chachere – Trompeta
- Kelsey Howard – Trombón
- Paul Spina – Batería
- Kerry Ann Morgan – Coros
- Kim Pommell - Coros
- Ben Krames – Congas, Timbales, Percusión

## Discografía

### Álbumes de estudio
- Young Tree (1999)
- Each One Teach One (2001)
- Hebron Gate (2002)
- We Free Again (2004)
- Dub Wars (2005)
- Upon the Bridge (2006)
- Here I am  (2009)
- Gathering of the Elders  (2011)
- Building An Ark  (2012)
- Rockamovia (2008) (Proyecto independiente de Groundation)
- A Miracle  (2014)
- The Next Generation  (2018)

## Enlaces de Interés
- Wikimedia Commons alberga una categoría multimedia sobre Groundation.
- Sitio oficial de Groundation (en inglés)
- Sitio oficial de Young Tree Records (en inglés)
- Sitio francés sobre Groundation en francés(en francés)

- Datos: Q1028284
- Multimedia: Groundation / Q1028284